# Episodi di Star Trek (serie televisiva) (terza stagione)
Questa voce contiene gli episodi della terza stagione della serie TV Star Trek. Accanto all'ordinamento secondo la prima trasmissione televisiva, quello in base al numero di produzione ufficiale dell'episodio.
| nº | nº prod. | Titolo originale                                   | Titolo italiano               | Prima TV USA      | Prima TV Italia   |
| -- | -------- | -------------------------------------------------- | ----------------------------- | ----------------- | ----------------- |
| 1  | 61 (6)   | Spock's Brain                                      | Operazione cervello           | 20 settembre 1968 | 24 giugno 1980    |
| 2  | 59 (4)   | The Enterprise Incident                            | Incidente all'Enterprise      | 27 settembre 1968 | 25 settembre 1979 |
| 3  | 58 (3)   | The Paradise Syndrome                              | Il paradiso perduto           | 4 ottobre 1968    | 7 febbraio 1980   |
| 4  | 60 (5)   | And the Children Shall Lead                        | Sul pianeta Triacon           | 11 ottobre 1968   | 12 giugno 1979    |
| 5  | 62 (7)   | Is There in Truth No Beauty?                       | La bellezza è verità?         | 18 ottobre 1968   | 24 novembre 1981  |
| 6  | 56 (1)   | Spectre of the Gun                                 | Lo spettro di una pistola     | 25 ottobre 1968   | 21 febbraio 1980  |
| 7  | 66 (11)  | Day of the Dove                                    | La forza dell'odio            | 1º novembre 1968  | 20 marzo 1980     |
| 8  | 65 (10)  | For the World is Hollow and I Have Touched the Sky | Ho toccato il cielo           | 8 novembre 1968   | 20 marzo 1980     |
| 9  | 64 (9)   | The Tholian Web                                    | La ragnatela tholiana         | 15 novembre 1968  | 13 marzo 1980     |
| 10 | 67 (12)  | Plato's Stepchildren                               | Umiliati per forza maggiore   | 22 novembre 1968  | 26 giugno 1979    |
| 11 | 68 (13)  | Wink of an Eye                                     | Velocità luce                 | 29 novembre 1968  | 10 gennaio 1980   |
| 12 | 63 (8)   | The Empath                                         | Il diritto di sopravvivere    | 6 dicembre 1968   | 27 novembre 1979  |
| 13 | 57 (2)   | Elaan of Troyius                                   | Elena di Troia                | 20 dicembre 1968  | 2 ottobre 1979    |
| 14 | 71 (16)  | Whom Gods Destroy                                  | Il sogno di un folle          | 3 gennaio 1969    | 11 luglio 1979    |
| 15 | 70 (15)  | Let That Be Your Last Battlefield                  | Sia questa l'ultima battaglia | 10 gennaio 1969   | 10 luglio 1979    |
| 16 | 72 (17)  | The Mark of Gideon                                 | Il marchio di Gideon          | 17 gennaio 1969   | 18 settembre 1979 |
| 17 | 69 (14)  | That Which Survives                                | Un pianeta ostile             | 24 gennaio 1969   | 3 luglio 1979     |
| 18 | 73 (18)  | The Lights of Zetar                                | Le speranze di Zetar          | 31 gennaio 1969   | 27 marzo 1980     |
| 19 | 76 (21)  | Requiem for Methuselah                             | Requiem per Matusalemme       | 14 febbraio 1969  | 3 febbraio 1980   |
| 20 | 75 (20)  | The Way to Eden                                    | Viaggio verso Eden            | 21 febbraio 1969  | 10 febbraio 1980  |
| 21 | 74 (19)  | The Cloud Minders                                  | Una città tra le nuvole       | 28 febbraio 1969  | 23 dicembre 1979  |
| 22 | 77 (22)  | The Savage Curtain                                 | Sfida all'ultimo sangue       | 7 marzo 1969      | 14 febbraio 1980  |
| 23 | 78 (23)  | All Our Yesterdays                                 | Un tuffo nel passato          | 14 marzo 1969     | 30 dicembre 1979  |
| 24 | 79 (24)  | Turnabout Intruder                                 | L'inversione di rotta         | 3 giugno 1969     | 6 gennaio 1980    |

## Operazione cervello

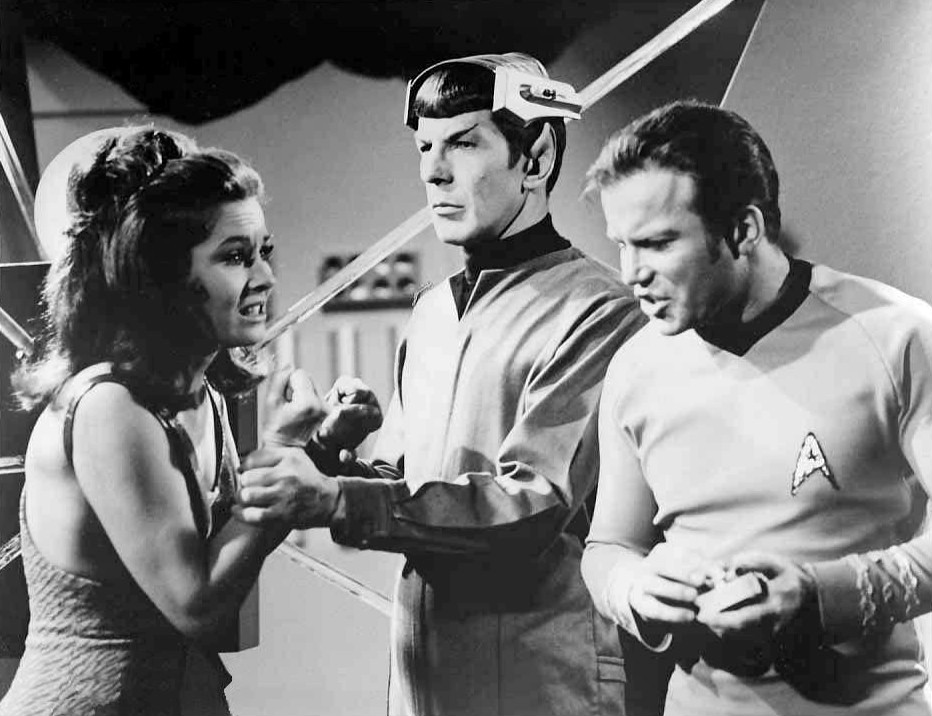
Marj Dusay, William Shatner e Leonard Nimoy in una foto promozionale dell'episodio.

- Titolo originale: Spock's Brain
- Diretto da: Marc Daniels
- Scritto da: Gne L. Coon

### Trama
Il cervello di Spock viene sottratto da una donna materializzatasi sul ponte dell'Enterprise; seguendo le sue tracce, l'equipaggio si mette alla sua ricerca su un pianeta ghiacciato abitato da una specie primitiva, dove Kirk e McCoy scoprono una base sotterranea abitata da una popolazione di sole donne.
- Altri interpreti: Marj Dusay (Kara), Majel Barrett (Christine Chapel), Sheila Leighton (Luma)

## Incidente all'Enterprise
- Titolo originale: The Enterprise Incident
- Diretto da: John Meredyth Lucas
- Scritto da: D.C. Fontana

### Trama
Sotto un apparente grave stress, Kirk comanda di dirigere verso lo spazio romulano, dove l'Enterprise viene circondata. La comandante romulana convoca Kirk e Spock sulla sua nave per metterli sotto processo, e incarcera Kirk; apparentemente morto, questi viene rimandato sull'Enterprise, dove il dottore lo maschera da Romulano, in modo da potersi introdurre nella nave nemica e rubare il loro dispositivo di occultamento, secondo il piano preparato in anticipo dalla Flotta Stellare e ignoto anche agli ufficiali della nave.
- Altri interpreti: Joanne Linville (comandante romulana), Jack Donner (Tal), Majel Barrett (Christine Chapel)

## Il paradiso perduto

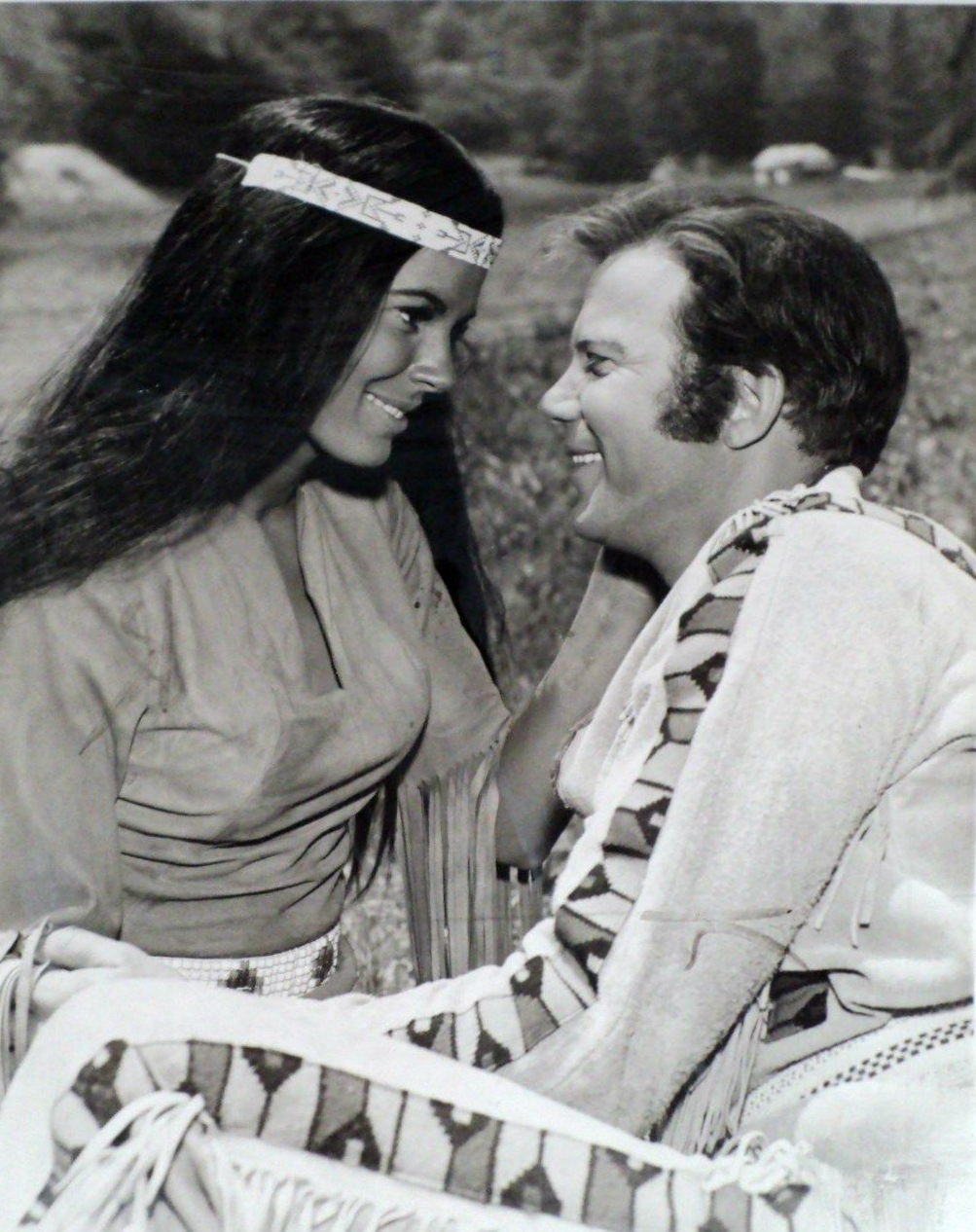
Sabrina Scharf e William Shatner in una foto promozionale dell'episodio.

- Titolo originale: The Paradise Syndrome
- Diretto da: Jud Taylor
- Scritto da: Margaret Armen

### Trama
Un remoto pianeta, abitato da un popolo molto simile a quello dei nativi nordamericani, è minacciato da un asteroide in rotta di collisione. Prima di tentare di deviarlo, Kirk, Spock e McCoy scendono sul pianeta, dove il capitano si smarrisce e perde la memoria. Mentre l'Enterprise tenta la deviazione, senza riuscirci, Kirk viene trovato e accolto dalla tribù, dai quali è considerato un dio, e si sposa.
- Altri interpreti: Sabrina Scharf (Miramanee), Rudy Solari (Salish), Richard Hale (Goro), Majel Barrett (Christine Chapel)

## Sul pianeta Triacon
- Titolo originale: And the Children Shall Lead
- Diretto da: Marvin J. Chomsky
- Scritto da: Edward J. Lakso

### Trama
L'Enterprise scopre che gli unici superstiti di una colonia terrestre sono cinque bambini, che tuttavia non sembrano minimamente scossi dalla morte dei loro genitori, apparentemente suicidatisi. Mentre la nave li trasporta verso una colonia spaziale, i bambini, guidati da una misteriosa entità, tentano di prenderne il controllo.
- Altri interpreti: Craig Hundley (Tommy Starnes), James Wellman (professor Starnes), Melvin Belli (Gorgan)

## La bellezza è verità?
- Titolo originale: Is There in Truth no Beauty?
- Diretto da: Ralph Senensky
- Scritto da: Jean Lisette Aroeste

### Trama
L'Enterprise è incaricata di riportare sul proprio pianeta d'origine un Medusano, una specie di grande intelligenza molto evoluta, ma alla cui vista qualunque essere umano impazzisce se non dotato di speciali occhiali protettivi. Per tenere i contatti col mondo esterno si serve della dottoressa Miranda Jones, di cui Lawrence Marvick, un altro dei passeggeri, è geloso. Nel tentativo di uccidere l'ambasciatore, Marvick impazzisce, spingendo la nave fuori rotta e in posizione sconosciuta. Per ritornare indietro Spock tenta una fusione con l'ambasciatore, ma nel momento del distacco lo guarda senza protezione, finendo in coma.
- Altri interpreti: Diana Muldaur (Miranda Jones), David Frankham (Larry Marvick)

## Lo spettro di una pistola
- Titolo originale: Spectre of the Gun
- Diretto da: Vincent McEveety
- Scritto da: Gene L. Coon

### Trama
L'Enterprise, ricevuto l'ordine di contattare i Melkotiani, entra nel loro spazio ignorando una boa che intima all'equipaggio di non oltrepassarla. In risposta i Melkotiani trasportano Kirk, Spock, McCoy, Scott e Chekov in una riproduzione di una cittadina del vecchio West in cui dovranno ripetere la famosa sfida all'OK Corral nei panni dei perdenti, i Clanton.
- Altri interpreti: Ron Soble (Wyatt Earp), Bonnie Beecher (Sylvia), Charles Maxwell (Virgil Earp), Rex Holman (Morgan Earp), Sam Gilman (Doc Holliday), Charles Seel (Ed), Bill Zuckert (Johnny Behan), Ed McCready (barbiere)
- Curiosità: DeForest Kelley nel film del 1957 Sfida all'O.K. Corral interpretò Morgan Earp.

## La forza dell'odio
- Titolo originale: Day of the Dove
- Diretto da: Marvin J. Chomsky
- Scritto da: Jerome Bixby

### Trama
L'Enterprise e un vascello klingon s'incontrano nei pressi di Beta XII-Alfa. Kirk e i suoi sono convinti che tutti i coloni di quel pianeta siano stati uccisi dai Klingon e questi credono che l'Enterprise abbia danneggiato la loro nave; saliti a bordo come prigionieri, i Klingon riescono a liberarsi grazie all'improvvisa trasformazione di alcuni oggetti in spade. Tra i federali e i Klingon inizia lo scontro per il controllo della nave, ma Kirk sospetta che dietro vi sia l'opera di un'entità aliena.
- Altri interpreti: Michael Ansara (Kang), Susan Howard (Mara), David L. Ross (tenente Johnson)

## Ho toccato il cielo
- Titolo originale: For the World is Hollow and I Have Thouched the Sky
- Diretto da: Tony Leader
- Scritto da: Rik Vollaerts

### Trama
L'Enterprise viene attaccata da missili che provengono da Yonada, un asteroide-astronave abitato da alcuni superstiti del sistema fabriniano, che però è in rotta di collisione con un pianeta. Kirk, Spock e McCoy sbarcano per correggerne la rotta, ma trovano una popolazione all'oscuro della propria situazione, controllata da un misterioso essere, che non crede alle loro parole. McCoy, che ha contratto una malattia mortale, s'innamora della sacerdotessa Natira, decidendo di restare sull'asteroide per sposarla e passarvi la parte finale della propria vita.
- Altri interpreti: Katherine Woodville (Natira), Majel Barrett (Christine Chapel), Byron Morrow (ammiraglio), Jon Lormer (vecchio)

## La ragnatela tholiana
- Titolo originale: The Tholian Web
- Diretto da: Herb Wallerstein e Ralph Senensky
- Scritto da: Judy Burns e Chet Richards

### Trama
L'Enterprise trova la USS Defiant alla deriva in un quadrante inesplorato. Dopo esserne saliti a bordo, Kirk, Spock, McCoy e Chekov scoprono che l'equipaggio è morto e la nave sta smaterializzandosi verso un'altra dimensione. Kirk non fa in tempo a risalire a bordo e scompare con la Defiant; mentre l'equipaggio aspetta che ricompaia per poterlo riportare a bordo due navi tholiane, rivendicando la loro sovranità sulla zona, prima immobilizzano l'Enterprise e poi iniziano a costruire attorno ad essa una sorta di ragnatela per impedirne la fuga, portando Spock e McCoy a scontrarsi sulla strategia da seguire.
- Altri interpreti: Majel Barrett (Christine Chapel), Sean Morgan (tenente O'Neil)
- Il destino della Defiant verrà svelato in un doppio episodio della serie Enterprise.

## Umiliati per forza maggiore

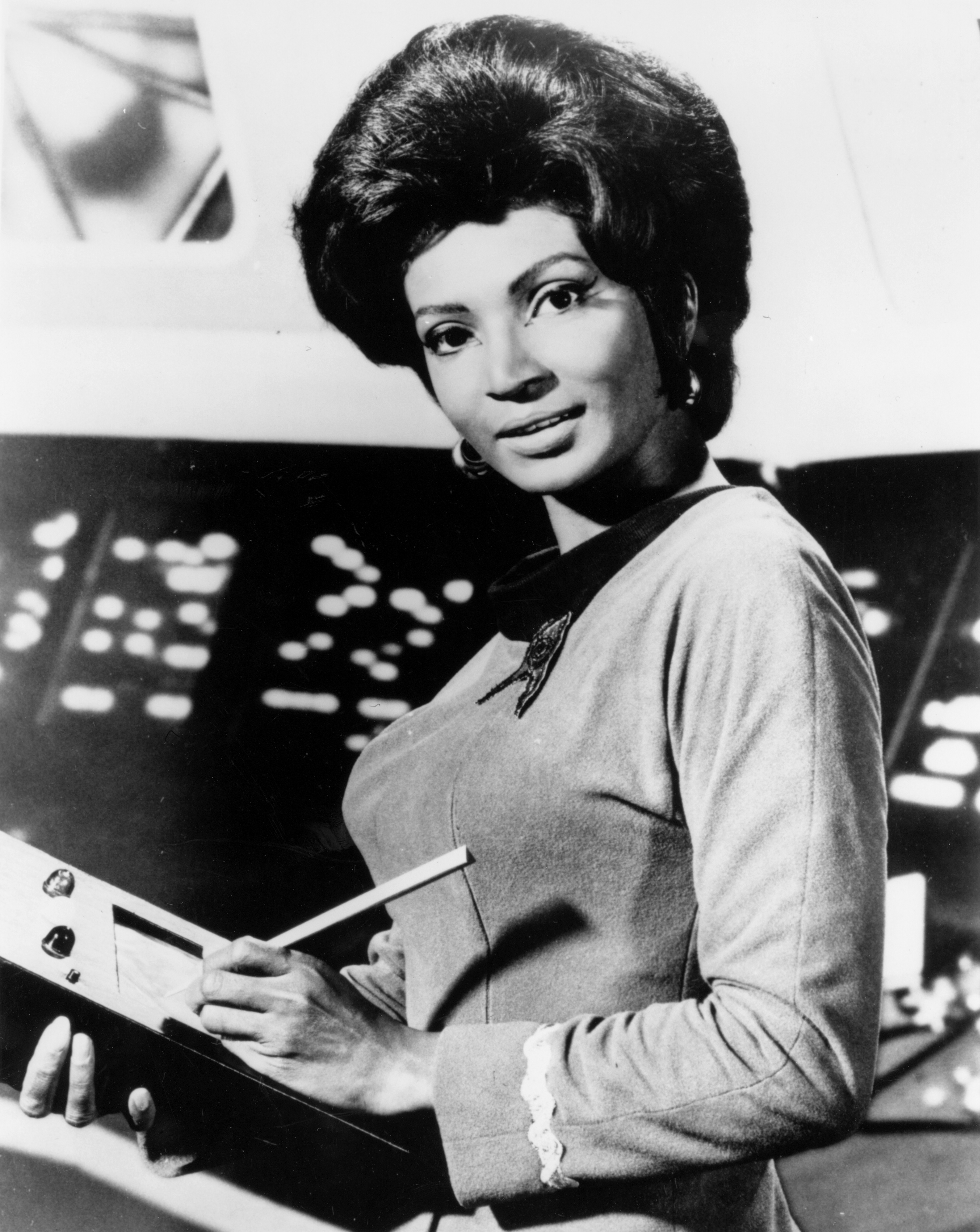
L'episodio contiene la scena di un bacio appassionato tra James T. Kirk (William Shatner) e Uhura (Nichelle Nichols) che è solitamente descritto come il primo bacio tra un uomo bianco e una donna nera sulla televisione statunitense.

- Titolo originale: Plato's Stepchildren
- Diretto da: David Alexander
- Scritto da: Meyer Dolinsky

### Trama
In seguito ad una chiamata di emergenza, Kirk, Spock e McCoy scendono su Platonius, dove vive una comunità di seguaci di Platone con forti poteri psicocinetici il cui capo, Parmen, necessita di cure mediche. Una volta ristabilitosi, però, Parmen vuole che McCoy rimanga sul pianeta per assisterlo, e costringe con i suoi poteri gli altri ad umiliarsi per divertirlo, come già fa l'unico del gruppo che non ha poteri, Alexander.
- Altri interpreti: Michael Dunn (Alexander), Liam Sullivan (Parmen), Barbara Babcock (Philana), Majel Barrett (Christine Chapel), Ted Scott (Eraclitus), Derek Partridge (Dionyd)
- Questo episodio include una delle prime scene sugli schermi americani dove un uomo bianco (Kirk) bacia appassionatamente una donna nera (Uhura).[1] La scena del bacio è stata girata 36 volte.[senza fonte]
- Questo episodio non è mai stato trasmesso dalla BBC inglese in quanto ritenuto inadatto per i bambini.

## Velocità luce
- Titolo originale: Wink of an Eye
- Diretto da: Jud Taylor
- Scritto da: Gene L. Coon (soggetto), Arthur Heinemann (sceneggiatura)

### Trama
In seguito a una chiamata di emergenza su Scalos, una squadra di sbarco scende e trova una splendida città senza alcuna forma di vita. Improvvisamente, un componente della squadra scompare e la stessa sorte, una volta risalito a bordo, tocca a Kirk, il cui metabolismo è stato in realtà accelerato per portarlo al livello degli Scalosiani, che hanno bisogno di lui per riprodursi.
- Altri interpreti: Kathie Browne (Deela), Jason Evers (Rael), Erik Holland (Ekor), Geoffrey Binney (Compton), Majel Barrett (Christine Chapel)

## Il diritto di sopravvivere
- Titolo originale: The Empath
- Diretto da: John Erman
- Scritto da: Joyce Muskat

### Trama
Investigando sulla scomparsa del dottor Ozaba e del dottor Linke in un sistema in procinto di essere distrutto da una stella, Kirk, Spock e McCoy vengono rapiti da due Viani. L'unica altra forma di vita presente è Gemma, una giovane donna muta che sembra avere il potere di curare le ferite altrui trasferendole sul proprio corpo. I due Viani sembrano voler usare i Terrestri come cavie.
- Altri interpreti: Kathryn Hays (Gemma), Davis Roberts (Ozaba), Jason Wingreen (Linke), Alan Bergmann e Willard Sage (Viani)

## Elena di Troia
- Titolo originale: Elaan of Troyius
- Diretto da: John Meredyth Lucas
- Scritto da: John Meredyth Lucas

### Trama
Per garantire la pace tra i pianeti di Elas e Troyius del sistema Tellum, è stato combinato un matrimonio tra due membri di alto rango dei rispettivi governi. L'Enterprise deve portare su Troyius Elaan, una donna altera e violenta che rifiuta di essere istruita sui costumi del pianeta in cui si deve recare. Una delle sue guardie, inoltre, è una spia dei Klingon, e riesce a disabilitare parte dei motori della nave, mentre una loro nave si prepara ad attaccare.
- Altri interpreti: France Nuyen (Elaan), Jay Robinson (Petri), Tony Young (Kryton), Majel Barrett (Christine Chapel), Lee Duncan (Evans), Victor Brandt (Watson), Dick Durock e Charles Beck (guardie elasiane)

## Il sogno di un folle
- Titolo originale: Whom Gods Destroy
- Diretto da: Herb Wallerstein
- Scritto da: Lee Erwin e Jerry Sohl (soggetto), Lee Erwin (sceneggiatura)

### Trama
Scesi su una prigione per criminali insani di mente per consegnare un nuovo tipo di farmaco che potrebbe accelerare la loro riabilitazione, Kirk e Spock vengono imprigionati da uno dei criminali ospitati, un ex capitano della Flotta Stellare che progetta di prendere il controllo dell'Enterprise e con essa di conquistare la galassia per sé e gli altri prigionieri.
- Altri interpreti: Steve Ihnat (Garth), Yvonne Craig (Marta), Richard Geary (andoriano), Gary Downey (tellarite), Keye Luke (Cory)

## Sia questa l'ultima battaglia

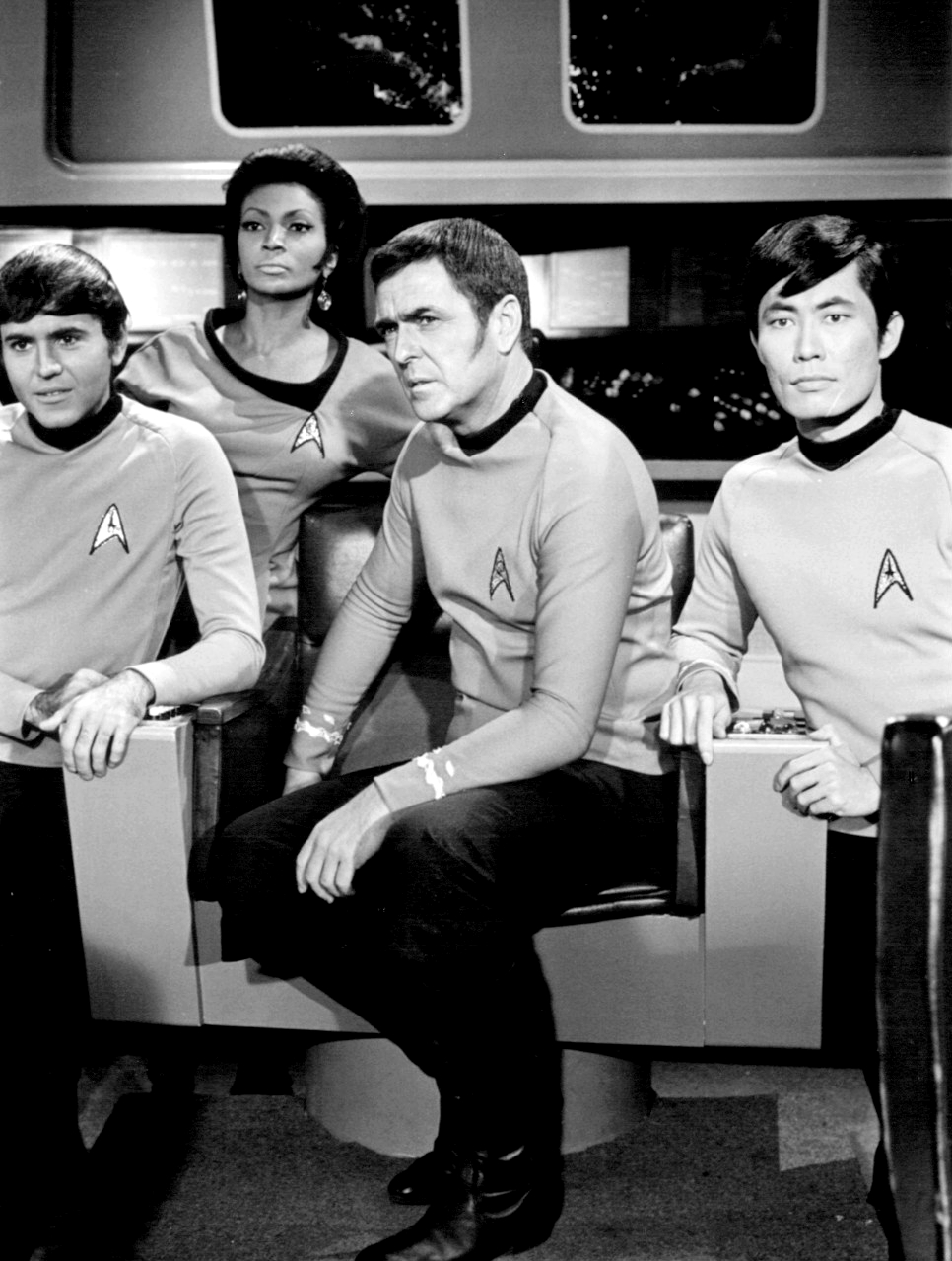
Una foto promozionale dell'episodio ritraente Pavel Chekov (Walter Koenig), Uhura (Nichelle Nichols), Montgomery Scott (James Doohan) e Hikaru Sulu (George Takei).

- Titolo originale: Let That Be Your Last Battlefield
- Diretto da: Jud Taylor
- Scritto da: Gene L. Coon (soggetto), Oliver Crawford (sceneggiatura)

### Trama
Giungendo a bordo dell'Enterprise con una navetta rubata a una base stellare, Lokai, un alieno dal volto mezzo bianco e mezzo nero, chiede protezione. Poco tempo dopo, anche Bele, suo inseguitore e suo simile, arriva a bordo, chiedendo di poterlo arrestare e trasportare su Cheron, il loro pianeta. Mentre Bele arriva a sabotare la missione dell'Enterprise per poter incarcerare prima Lokai, i due spiegano che l'inseguimento, che dura da 50 000 anni, ha motivi razziali.
- Altri interpreti: Frank Gorshin (Bele), Lou Antonio (Lokai), Majel Barrett (Christine Chapel)

## Il marchio di Gideon
- Titolo originale: The Mark of Gideon
- Diretto da: Jud Taylor
- Scritto da: George F. Slavin e Stanley Adams

### Trama
Mentre Kirk sta per scendere su Gideon, un pianeta con dei forti (ma nascosti) problemi di sovrappopolazione, per trattare il suo ingresso nella Federazione, un apparente guasto del teletrasporto lo porta a bordo di un'Enterprise totalmente vuota, eccetto per la presenza di Odona, una giovane donna.
- Altri interpreti: Sharon Acker (Odona), David Hurst (Hodin), Gene Dynarski (Krodak), Richard Derr (ammiraglio Fitzgeral)

## Un pianeta ostile
- Titolo originale: That Which Survives
- Diretto da: Herb Wallerstein
- Scritto da: Michael Richards (soggetto), John Meredyth Lucas (sceneggiatura)

### Trama
Durante l'esplorazione di un pianeta che sembra avere solo poche migliaia di anni e non ospitare alcuna forma di vita, gli ufficiali dell'Enterprise incontrano una donna capace di distruggere le cellule del corpo umano con un semplice tocco. Nel frattempo l'astronave è stata inspiegabilmente trasportata a centinaia di anni luce di distanza.
- Altri interpreti: Arthur Batanides (D'Amato), Naomi Pollack (Rahda), Booker Bradshaw (M'Benga), Kenneth Washington (John Watkins), Lee Meriwether (Losira).

## Le speranze di Zetar
- Titolo originale: The Lights of Zetar
- Diretto da: Herb Kenwith
- Scritto da: Jeremy Tarcher e Shari Lewis

### Trama
In rotta per il planetoide-database di Memory Alfa, l'Enterprise incontra una strana tempesta di energia, che in seguito si dirige verso il planetoide, devastandolo. La tempesta è in realtà una mente collettiva formata dalle emozioni degli ultimi Zetariani che, spostatasi sull'Enterprise, entra nel corpo della tenente Mira Romaine, di cui Scott è innamorato.
- Altri interpreti: Jan Shutan (Mira Romaine), Majel Barrett (Christine Chapel), John Winston (Kyle)

## Requiem per Matusalemme
- Titolo originale: Requiem for Methuselah
- Diretto da: Murray Golden
- Scritto da: Jerome Bixby

### Trama
A causa di un'epidemia di febbre rigeliana a bordo dell'Enterprise, Kirk, Spock e McCoy scendono su un pianeta per cercare l'unico antidoto per quella malattia; qui trovano Flint, un Umano che sembra aver vissuto sulla Terra secoli addietro, e la sua protetta Rayna Kapec, di cui Kirk s'innamora.
- Altri interpreti: James Daly (Flint), Louise Sorel (Rayna Kapec)

## Viaggio verso Eden
- Titolo originale: The Way to Eden
- Diretto da: David Alexander
- Scritto da: Michael Richards e Arthur Heinemann (soggetto), Arthur Heinemann(sceneggiatura)

### Trama
L'Enterprise trova l'Aurora, una navetta rubata, e, poco prima che esploda, riesce a trarre a bordo i passeggeri, che si rivelano essere una sorta di hippy spaziali in cerca del mitico pianeta Eden. Appena se ne presenta l'occasione, questo gruppo di persone, guidati da un brillante scienziato non più sano di mente, s'impossessa dell'Enterprise e punta verso un pianeta che loro credono essere l'Eden.
- Altri interpreti: Skip Homeier (Sevrin), Charles Napier (Adam), Mary-Linda Rapelye (Irina), Majel Barrett (Christine Chapel), Victor Brandt (Tongo Rad)

## Una città tra le nuvole
- Titolo originale: The Cloud Minders
- Diretto da: Jud Taylor
- Scritto da: David Gerrold e Oliver Crawford (soggetto), Margaret Armen (sceneggiatura)

### Trama
Su Ardana per caricare una consegna di zeenite per salvare la vegetazione di un altro pianeta, Kirk e Spock sono costretti ad aspettare il minerale sulla città sospesa di Stratos, poiché i minatori, chiamati “trogloditi”, considerati inferiori dagli abitanti della città, hanno sequestrato il carico per rivendicare la parità sociale.
- Altri interpreti: Jeff Corey (Plasus), Diana Ewing (Droxine), Charlene Polite (Vanna), Ed Long (Midro), Fred Williamson (Anka)

## Sfida all'ultimo sangue
- Titolo originale: The Savage Curtain
- Diretto da: Herschel Daugherty
- Scritto da: Gene Roddenberry (soggetto), Arthur Heinemann e Gene Roddenberry (sceneggiatura)

### Trama
Orbitando attorno ad Excalbia, l'Enterprise riceve una trasmissione da Abraham Lincoln, che chiede di salire a bordo e in seguito invita Kirk e Spock a scendere sul pianeta. Qui una creatura di roccia li informa che sono stati scelti per una sfida tra il bene e il male (per permettergli di studiarli) in cui i «buoni» sono rappresentati da Kirk, Spock, Lincoln e Surak, mentre i «cattivi» da Zora, Gengis Khan, Kahless e il colonnello Green.
- Altri interpreti: Lee Bergere (Abramo Lincoln), Barry Atwater (Surak), Phillip Pine (colonnello Green), Carol Daniels DeMent (Zora), Robert Herron (Kahless), Nathan Jung (Gengis Khan)

## Un tuffo nel passato
- Titolo originale: All Our Yesterdays
- Diretto da: Marvin J. Chomsky
- Scritto da: Jean Lisette Aroeste

### Trama
L'Enterprise è in orbita intorno a Sarpeidon, unico pianeta della stella Beta Niobe, in procinto di divenire una supernova, che misteriosamente sembra essere già privo di vita. Kirk, Spock e McCoy scendono sul pianeta dove incontrano diverse copie del bibliotecario Atoz che li crede indigeni. Accidentalmente i tre varcano una porta del tempo e si ritrovano catapultati nel passato di Sarpeidon. Kirk finisce in un periodo dominato dall'ignoranza, la superstizione e l'inquisizione e, accusato di stregoneria, è incarcerato, mentre Spock e McCoy vengono trasportati nell'era glaciale di cinquemila anni prima, ove vengono salvati dal gelo da Zarabeth, una donna che un tiranno aveva confinato in quel periodo tempo addietro. I tre deducono che gli abitanti di Sarpeidon si erano rifugiati nel passato del pianeta per sfuggire all'imminente esplosione stellare. McCoy, dopo aver rischiato di morire assiderato, apprende da Spock, invaghito di Zarabeth, che la "Atavachron", la macchina in grado di spalancare la porta del tempo, li ha irrimediabilmente modificati a livello genetico e cerebrale per adeguarli al periodo storico prescelto e qualora tentassero di riattraversare la porta morirebbero istantaneamente. McCoy intuisce però che Zarabeth, dalla quale Spock ha avuto la tragica informazione, mente nel tentativo disperato di sottrarsi alla solitudine (infatti solo lei era stata "preparata", loro no). Dopo un acceso scontro con Spock, che dà segni di squilibrio, quasi che la sua natura stia regredendo a quella dei suoi antenati Vulcaniani di quell'epoca, il medico esce nel gelo per cercare la porta del tempo. Nel frattempo Kirk è riuscito a fuggire grazie a un giudice anch'egli venuto dal futuro, e riattraversa la porta del tempo proprio quando gli effetti del non essere stato predisposto a quel periodo incominciano a manifestarsi (chi non era stato preparato era destinato a morire dopo poche ore nel passato). Dopo alcune peripezie, Kirk riesce a costringere Atoz a riaprire la porta del tempo e, trovato il giusto periodo, Spock e McCoy riescono a ritornare al presente. Subito dopo Atoz fugge attraverso la porta e scompare. Scott avverte Kirk che la supernova è iniziata, i tre vengono recuperati e l'Enterprise si allontana a curvatura mentre la stella esplode e Sarpeidon viene distrutto.
- Altri interpreti: Ian Wolfe (Atoz), Kermit Murdock (giudice), Mariette Hartley (Zarabeth), Ed Bakey (primo Fop), Anna Karen (donna), Al Cavens (secondo Fop), Stan Barrett (secondino)

## L'inversione di rotta
- Titolo originale: Turnabout Intruder
- Diretto da: Herb Wallerstein
- Scritto da: Gene Roddenberry (soggetto), Arthur Singer

### Trama
La dottoressa Janice Lester, una vecchia fiamma di Kirk, dopo aver attirato il capitano su Camus II, lo sottopone a una macchina capace di scambiare tra loro le menti di due persone. Una volta scambiate tra loro la sua mente e quella di Kirk, sale a bordo dell'Enterprise accompagnata dal suo vecchio corpo (la cui mente è quella di Kirk) e si prepara a realizzare il suo sogno: comandare una nave stellare.
- Altri interpreti: Sandra Smith (Janice Lester), Harry Landers (Coleman), Majel Barrett (Christine Chapel), Barbara Baldavin (ufficiale alle comunicazioni), David L. Ross (Galloway)